# 栗花正雄
栗花 正雄（くりはな まさお）は、株式会社マルハチの代表取締役社長。初代代表取締役である平八の跡を継ぎ、2代目としてスーパーマルハチを経営している。
「人の成長が、会社の成長につながる。」「永遠の挑戦者たれ」と社長メッセージで述べている。阪神・淡路大震災時には、王子公園店がある水道筋商店街が大きな被害を受けたため、店にあったパンと牛乳を住民に無料配布するように社員に指示した。